# 布雷蔻坦波區政府
布雷蔻坦波區（英語：Blackall-Tambo Region）是澳大利亞昆士蘭州中西部的地方政府；2008年，由2個地方政府合併而成，所統籌的政府預算有澳幣1280萬。

## 區議會
區議會議席有4座，由4個選區分別選舉出議員1名，代表選民問政；區長為直選。

## 外部連結
1. ↑  Election summary 的存檔，存档日期2009-10-05. (ECQ)
2. ↑  Australian Bureau of Statistics. . 23 April 2009  [30 September 2009]. （原始内容存档于2012-02-04）.
3. ↑  Queensland Local Government Reform Commission.  (PDF) 2. July 2007: 74–77  [17 September 2009]. ISBN 1921057114.[永久]